# Brjagovo (Plovdiv)
Brjagovo (Bulgaars: Брягово) is een dorp in Bulgarije. Het dorp is gelegen in de gemeente Parvomaï, oblast Plovdiv. Het dorp ligt hemelsbreed ongeveer 39 km ten zuidoosten van Plovdiv en 171 km ten zuidoosten van de hoofdstad Sofia. 

## Bevolking
Op 31 december 2020 telde het dorp Brjagovo 511 inwoners. Het aantal inwoners vertoont al jaren een dalende trend: in 1934 had het dorp nog 3.232 inwoners.
| Bevolkingsontwikkeling tussen 1934 en 2020          |
| --------------------------------------------------- |
|                                                     |
| Bron: Nationaal Statistisch Instituut van Bulgarije |

Het dorp wordt nagenoeg uitsluitend bewoond door etnische Bulgaren. In de volkstelling van 2011 identificeerden 512 van de 519 ondervraagden zichzelf met de "Bulgaarse etniciteit". Verder identificeerden 29 respondenten zichzelf als Roma en 9 respondenten zichzelf als Turken.
| Etnische samenstelling van de respondenten (2011) | Etnische samenstelling van de respondenten (2011) | Etnische samenstelling van de respondenten (2011) | Etnische samenstelling van de respondenten (2011) | Etnische samenstelling van de respondenten (2011) |
| ------------------------------------------------- | ------------------------------------------------- | ------------------------------------------------- | ------------------------------------------------- | ------------------------------------------------- |
|                                                   |                                                   |                                                   |                                                   |                                                   |
| Bulgaren                                          | Bulgaren                                          |                                                   | 91,5%                                             | 91,5%                                             |
| Turken                                            | Turken                                            |                                                   | 2,0%                                              | 2,0%                                              |
| Roma                                              | Roma                                              |                                                   | 6,5%                                              | 6,5%                                              |
| Anders/Onbekend                                   | Anders/Onbekend                                   |                                                   | 0,0%                                              | 0,0%                                              |